# Tariq Lamptey
Tariq Kwame Nii-Lante Lamptey, noto semplicemente come Tariq Lamptey (Hillingdon, 30 settembre 2000) è un calciatore inglese naturalizzato ghanese, difensore del Brighton e della nazionale ghanese.

## Caratteristiche tecniche
È un terzino destro non eccelle fisicamente ma è dotato di grandi qualità,spicca nella velocità con e senza palla. Molto bravo ad accompagnare la manovra della squadra e spingere sulla fascia.

## Carriera

### Club
Cresciuto nel settore giovanile del Chelsea, ha esordito in prima squadra il 29 dicembre 2019 disputando l'incontro di Premier League vinto 2-1 contro l'Arsenal.
Il 31 gennaio 2020 è stato ceduto al Brighton, con cui ha firmato un contratto fino al 2023. Il 17 gennaio 2021 rinnova il suo contratto con il club sino al 2025. Il 1º novembre dello stesso anno mette a segno il suo primo gol in campionato in occasione della sconfitta esterna per 2-1 contro il Tottenham.

### Nazionale
Ha giocato in tutte le nazionali giovanili inglesi comprese tra l'Under-18 e l'Under-21.
Nel 2022 ha esordito nella nazionale maggiore ghanese.

## Statistiche

### Presenze e reti nei club
Statistiche aggiornate al 19 febbraio 2024.
| Stagione        | Squadra         | Campionato      | Campionato | Campionato | Coppe nazionali | Coppe nazionali | Coppe nazionali | Coppe continentali | Coppe continentali | Coppe continentali | Altre coppe | Altre coppe | Altre coppe | Totale | Totale |
| Stagione        | Squadra         | Comp            | Pres       | Reti       | Comp            | Pres            | Reti            | Comp               | Pres               | Reti               | Comp        | Pres        | Reti        | Pres   | Reti   |
| --------------- | --------------- | --------------- | ---------- | ---------- | --------------- | --------------- | --------------- | ------------------ | ------------------ | ------------------ | ----------- | ----------- | ----------- | ------ | ------ |
| 2019-gen. 2020  | Chelsea         | PL              | 1          | 0          | FACup+CdL       | 2+0             | 0               | UCL                | 0                  | 0                  | -           | -           | -           | 3      | 0      |
| gen.-giu. 2020  | Brighton        | PL              | 8          | 0          | FACup+CdL       | -               | -               | -                  | -                  | -                  | -           | -           | -           | 8      | 0      |
| 2020-2021       | Brighton        | PL              | 11         | 1          | FACup+CdL       | 0               | 0               | -                  | -                  | -                  | -           | -           | -           | 11     | 1      |
| 2021-2022       | Brighton        | PL              | 30         | 0          | FACup+CdL       | 1+1             | 0               | -                  | -                  | -                  | -           | -           | -           | 32     | 0      |
| 2022-2023       | Brighton        | PL              | 20         | 0          | FACup+CdL       | 3+3             | 0+1             | -                  | -                  | -                  | -           | -           | -           | 26     | 1      |
| 2023-2024       | Brighton        | PL              | 10         | 0          | FACup+CdL       | 1+1             | 0               | UEL                | 2                  | 0                  | -           | -           | -           | 14     | 0      |
| Totale Brighton | Totale Brighton | Totale Brighton | 79         | 1          |                 | 10              | 1               |                    | 2                  | 0                  |             | -           | -           | 91     | 2      |
| Totale carriera | Totale carriera | Totale carriera | 80         | 1          |                 | 12              | 1               |                    | 2                  | 0                  |             | -           | -           | 94     | 2      |

### Cronologia presenze e reti in nazionale
| Cronologia completa delle presenze e delle reti in nazionale ― Ghana | Cronologia completa delle presenze e delle reti in nazionale ― Ghana | Cronologia completa delle presenze e delle reti in nazionale ― Ghana | Cronologia completa delle presenze e delle reti in nazionale ― Ghana | Cronologia completa delle presenze e delle reti in nazionale ― Ghana | Cronologia completa delle presenze e delle reti in nazionale ― Ghana | Cronologia completa delle presenze e delle reti in nazionale ― Ghana | Cronologia completa delle presenze e delle reti in nazionale ― Ghana |
| Data                                                                 | Città                                                                | In casa                                                              | Risultato                                                            | Ospiti                                                               | Competizione                                                         | Reti                                                                 | Note                                                                 |
| -------------------------------------------------------------------- | -------------------------------------------------------------------- | -------------------------------------------------------------------- | -------------------------------------------------------------------- | -------------------------------------------------------------------- | -------------------------------------------------------------------- | -------------------------------------------------------------------- | -------------------------------------------------------------------- |
| 23-9-2022                                                            | Le Havre                                                             | Brasile                                                              | 3 – 0                                                                | Ghana                                                                | Amichevole                                                           | -                                                                    | 72’                                                                  |
| 17-11-2022                                                           | Abu Dhabi                                                            | Ghana                                                                | 2 – 0                                                                | Svizzera                                                             | Amichevole                                                           | -                                                                    | 80’                                                                  |
| 24-11-2022                                                           | Doha                                                                 | Portogallo                                                           | 3 – 2                                                                | Ghana                                                                | Mondiali 2022 - 1º turno                                             | -                                                                    | 66’                                                                  |
| 28-11-2022                                                           | Al Rayyan                                                            | Corea del Sud                                                        | 2 – 3                                                                | Ghana                                                                | Mondiali 2022 - 1º turno                                             | -                                                                    | 73’ 78’                                                              |
| 22-3-2024                                                            | Marrakech                                                            | Ghana                                                                | 1 – 2                                                                | Nigeria                                                              | Amichevole                                                           | -                                                                    | 46’ 90+5’                                                            |
| 26-3-2024                                                            | Marrakech                                                            | Uganda                                                               | 2 – 2                                                                | Ghana                                                                | Amichevole                                                           | -                                                                    | 65’                                                                  |
| 6-6-2024                                                             | Bamako                                                               | Mali                                                                 | 1 – 2                                                                | Ghana                                                                | Qual. Mondiali 2026                                                  | -                                                                    |                                                                      |
| 10-6-2024                                                            | Kumasi                                                               | Ghana                                                                | 4 – 3                                                                | Rep. Centrafricana                                                   | Qual. Mondiali 2026                                                  | -                                                                    | 75’                                                                  |
| 5-9-2024                                                             | Kumasi                                                               | Ghana                                                                | 0 – 1                                                                | Angola                                                               | Qual. Coppa d'Africa 2025                                            | -                                                                    |                                                                      |
| 9-9-2024                                                             | Berkane                                                              | Niger                                                                | 1 – 1                                                                | Ghana                                                                | Qual. Coppa d'Africa 2025                                            | -                                                                    |                                                                      |
| 15-10-2024                                                           | Bengasi                                                              | Sudan                                                                | 2 – 0                                                                | Ghana                                                                | Qual. Coppa d'Africa 2025                                            | -                                                                    | 69’                                                                  |
| Totale                                                               |                                                                      | Presenze                                                             | 11                                                                   |                                                                      | Reti                                                                 | 0                                                                    |                                                                      |

## Palmarès

### Club

#### Competizioni giovanili
- FA Youth Cup: 1

Chelsea: 2017-2018